# Kujawiak (dans)

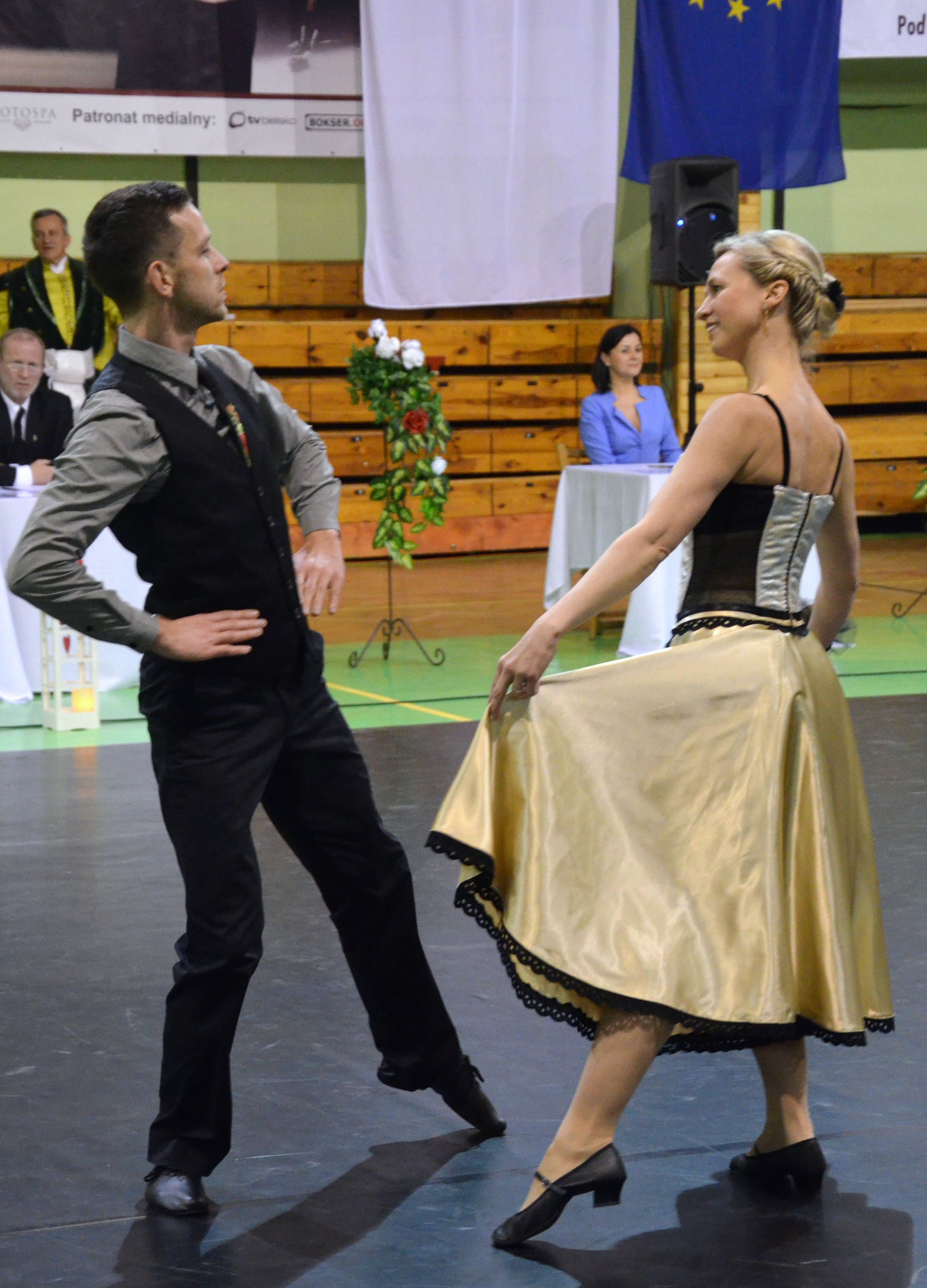
Kujawiak (2016)

Kujawiak is een traditionele Poolse volksdans uit de streek Koejavië. De dans is een van de vijf traditionele volksdansen uit Polen, samen met de krakowiak, de mazurka, de oberek en de polonez. De dans wordt uitgevoerd in koppels die zich in een cirkel rondbewegen.